# چاه‌علی (دلگان)
چاه‌علی، مرکز دهستان و روستایی از توابع دهستان چاه علی بخش جلگه چاه‌هاشم شهرستان دلگان در استان سیستان و بلوچستان ایران است.

## ویژگی‌های طبیعی
پوشش گیاهی روستا را اغلب درختان گز، کهور، تاگز، ترات و کلیر تشکیل می‌دهند. به‌دلیل موقعیت جغرافیایی روستا و وجود بیابان و ریگزارها در قسمت جنوبی، این روستا را تبدیل به یکی از زیستگاه‌های مهم پرندگانی چون کوکَر یا باقِرقِره (که در زبان محلی به چکور معروف است) و هوبره (چرز:تلفظ: [hubæɾe] از پرندگان بسیار زیبا و باشکوه کویرهاست. طول بدنش از نوک منقار تا انتهای دم، حداکثر به ۶۵ سانتی‌متر می‌رسد. نر و ماده شبیه هم هستند، ولی نرها حدود ۱۰ درصد از ماده‌ها بزرگتر می‌باشند. «هوبره» عموماً پرنده‌ای مهاجر است که در بیابان‌ها و دشت‌های نیمه‌بیابانی و خشک زندگی می‌کند و در دو فصل بهار و پاییز به سرزمین‌هایی بسیار دوردست مهاجرت می‌کند) تبدیل کرده‌است.

## جمعیت
بر پایه سرشماری عمومی نفوس و مسکن در سال ۱۳۹۵ جمعیت این روستا ۷۱۷ نفر (۱۸۰ خانوار) بوده‌است.

## وضعیت اشتغال
عمده فعالیت ساکنان روستا کشاورزی و دامپروری می‌باشد. محصولات کشاورزی نیز فقط محدود به خرما، گندم، جو، حنا می‌باشد.